# 誰ソ彼パピヨン回廊
『誰ソ彼パピヨン回廊』（たそがれぱぴよんかいろう）は、ALI PROJECTの34枚目のシングル。
2022年12月14日にFlyingDogから配信限定でリリースされた。

## 概要
ALI PROJECT初となる配信限定でのリリースで、株式会社SEECのゲーム「誰ソ彼ホテル Re:newal」の主題歌に起用されている。
Bメロ、サビ前にモデスト・ムソルグスキーの『展覧会の絵』より「卵の殻をつけた雛の踊り」が、サビ前半に『展覧会の絵』より「リモージュの市場」が引用されている。サビ後半、1番〜2番の間奏にクロード・ドビュッシーの『小組曲』より「バレエ」が引用されている。イントロ、2番~3番の間奏にはPRODUCER LOOPSのサンプル音源『SYMPHONIC SERIES VOL.10 - ATMOSPHERIC SCI-FI』が利用されている。